# Майк Лаппер
Майк Лаппер (англ. Mike Lapper, нар. 28 серпня 1970, Гантінгтон-Біч) — американський футболіст, що грав на позиції захисника. По завершенні ігрової кар'єри — тренер.
Виступав, зокрема, за клуби «Вольфсбург» та «Коламбус Крю», а також національну збірну США.

## Клубна кар'єра
Народився 28 серпня 1970 року в місті Гантінгтон-Біч. Вихованець футбольної школи клубу UCLA.
У дорослому футболі дебютував 1988 року виступами за команду «Лос-Анджелес Гіт», у якій провів один сезон, взявши участь у 16 матчах чемпіонату. 
Своєю грою за цю команду привернув увагу представників тренерського штабу клубу «Вольфсбург», до складу якого приєднався 1994 року. Відіграв за «вовків» наступний сезон своєї ігрової кар'єри.
Протягом 1995—1997 років захищав кольори клубу «Саутенд Юнайтед».
У 1997 році перейшов до клубу «Коламбус Крю», за який відіграв 5 сезонів. Більшість часу, проведеного у складі «Коламбус Крю», був основним гравцем захисту команди. Завершив професійну кар'єру футболіста виступами за команду «Коламбус Крю» у 2002 році.

## Виступи за збірні
Протягом 1991–1992 років залучався до складу молодіжної збірної США. На молодіжному рівні зіграв у 24 офіційних матчах.
У 1991 році дебютував в офіційних матчах у складі національної збірної США.
У складі збірної був учасником розіграшу Кубка конфедерацій 1992 року у Саудівській Аравії, на якому команда здобула бронзові нагороди, розіграшу Кубка Америки 1993 року в Еквадорі, чемпіонату світу 1994 року у США, розіграшу Кубка Америки 1995 року в Уругваї.
Загалом протягом кар'єри в національній команді, яка тривала 5 років, провів у її формі 44 матчі, забивши 1 гол.

## Кар'єра тренера
Розпочав тренерську кар'єру невдовзі по завершенні кар'єри гравця, 2005 року, увійшовши до тренерського штабу клубу «Коламбус Крю».
Протягом тренерської кар'єри також очолював команду «Ест Вірджинія Моунтайнірс», а також входив до тренерського штабу клубу «Нью-Інгленд Революшн».
Наразі останнім місцем тренерської роботи був клуб «Нью-Інгленд Революшн», в якому Майк Лаппер був одним з тренерів головної команди протягом 2019 року.

## Титули і досягнення
- Переможець Панамериканських ігор: 1991
- Срібний призер Золотого кубка КОНКАКАФ: 1993